# Surubim
Surubim is een gemeente in de Braziliaanse deelstaat Pernambuco. De gemeente telt 56.795 inwoners (schatting 2009).
De gemeente grenst aan Vertente do Lério, Casinhas, Riacho das Almas, Cumaru, Salgadinho, João Alfredo, Bom Jardim, Santa Maria do Cambucá en Frei Miguelinho.